# Nacka-Erstaviks kapellförsamling

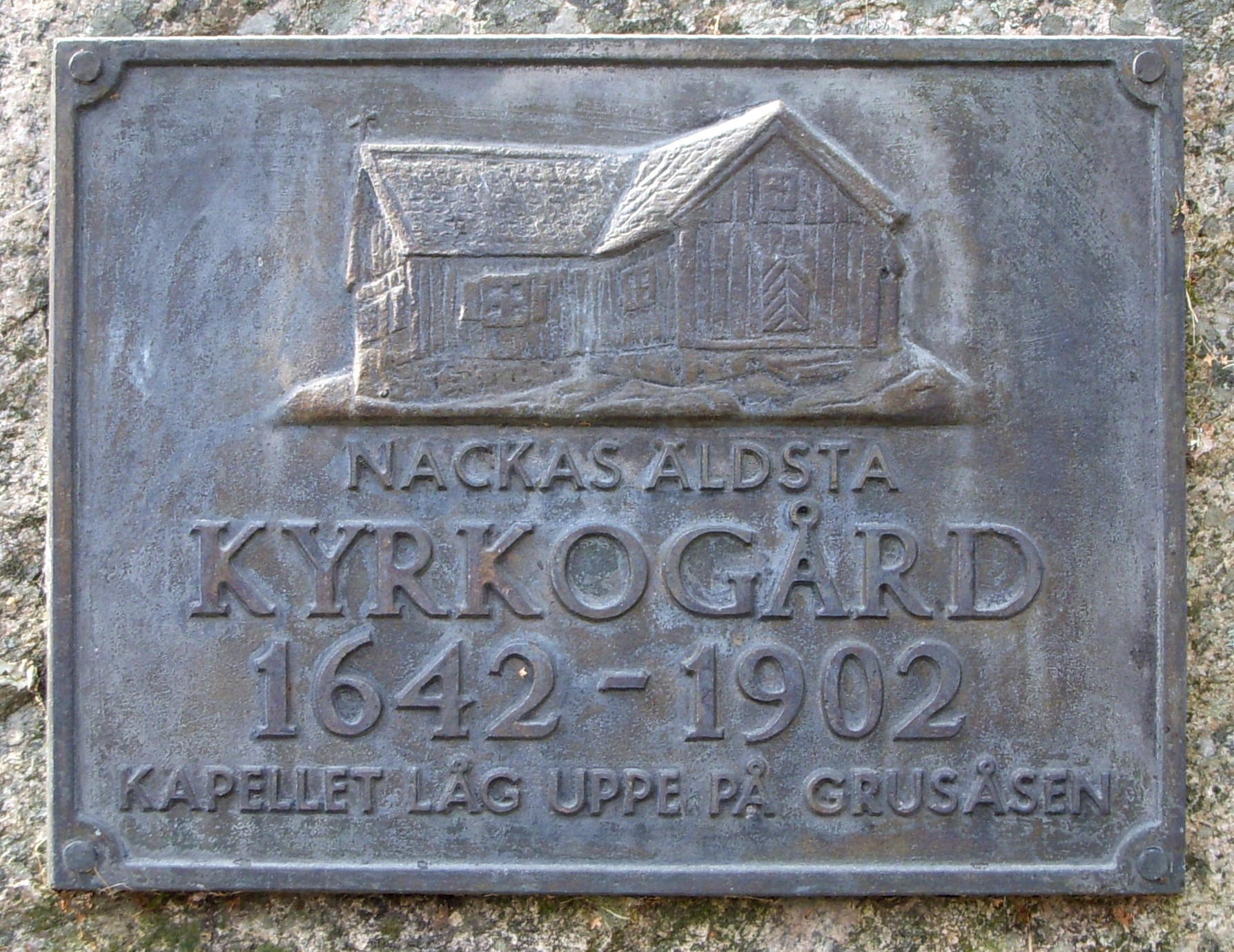
Nackas gamla kapell, bronstavla på Södra kyrkogården i Nacka.

Nacka-Erstaviks kapellförsamling var en församling i nuvarande Stockholms stift i nuvarande Nacka kommun i Stockholms län. Församlingen uppgick 1 maj 1887 i Nacka församling.
Församlingens område motsvarade dagens tätorter Fisksätra, Saltsjöbaden och Älta, godset Erstavik, den del av Nackareservatet som ligger inom Nacka kommun, samt bostadsområdet Hästhagen.

## Administrativ historik
Församlingen bildades av Nacka kapellförsamling och Erstaviks kapellförsamling. Dessa hade utbrutits ur Brännkyrka församling på 1640-talet. De hade sedan åtminstone 1728 gemensam predikant och 25 februari 1844 tillsattes en gemensam sockennämnd varefter församlingarna kom att betraktas som en. Den ingick i Huddinge pastorat.